# Groß Roge
Groß Roge ist eine amtsangehörige Gemeinde im Landkreis Rostock in Mecklenburg-Vorpommern (Deutschland). Die Gemeinde wird vom Amt Mecklenburgische Schweiz mit Sitz in der nicht amtsangehörigen Stadt Teterow verwaltet.

## Geografie
Die Gemeinde Groß Roge liegt im Westen der Mecklenburgischen Schweiz, unmittelbar am Naturpark Mecklenburgische Schweiz und Kummerower See und nur ca. 5 km von der Stadt Teterow entfernt. Das Gemeindegebiet reicht von den Hängen der 100 m hohen Teterower Heidberge im Osten bis zum Radener See im Westen. Der Teterower Bergring liegt nur wenige hundert Meter östlich des Ortsteils Mieckow.
Umgeben wird Groß Roge von den Nachbargemeinden Dalkendorf im Norden, Teterow im Osten, Groß Wokern im Süden sowie Lalendorf im Westen.

### Ortsteile
- Klein Roge
- Mieckow, 1342 erstmals erwähnt
- Neu Rachow, 1645 angelegt
- Rachow, 1275 erstmals erwähnt
- Wotrum, 1317 erstmals erwähnt
- Zierstorf

## Geschichte
Im Gemeindegebiet siedelten vor der deutschen Ostexpansion slawische Wilsen, die über 1100 Jahre alte Burganlage im Ortsteil Zierstorf zeugt noch heute davon.
Im Ortsteil Zierstorf wirkte ab 1828 der Landwirtschaftspionier Domänenrat Carl Pogge.

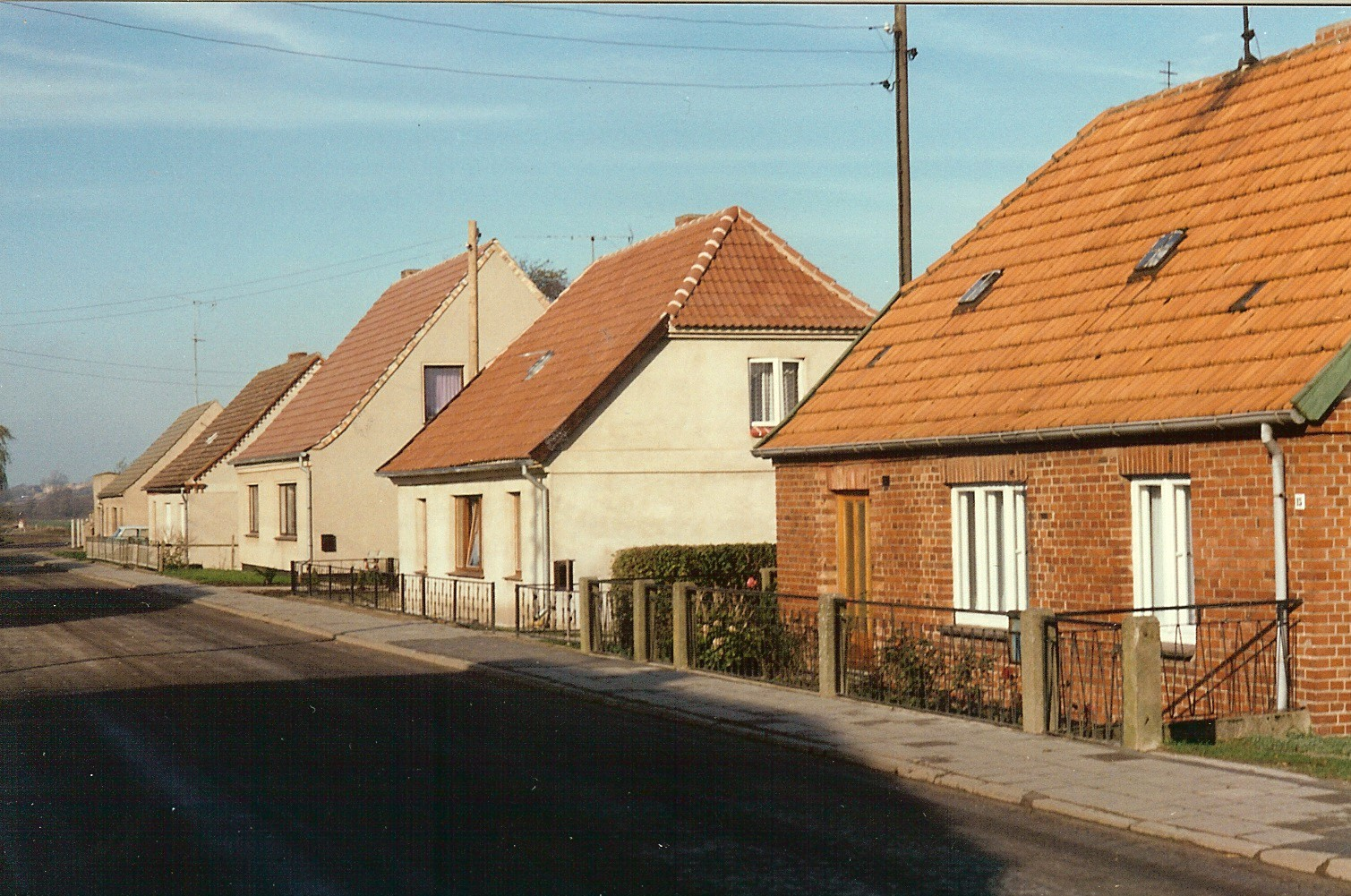
Straße in Groß Roge 1989

Am 1. Juli 1950 wurde die bis dahin eigenständige Gemeinde Wotrum eingegliedert.
Groß Roge wird von der Landwirtschaft geprägt, in der weitgehend intakten Natur mit Waldgebieten und Feuchtbiotopen können Schwarzspechte, Hohltauben, Kraniche und Graugänse beobachtet werden.

## Sehenswürdigkeiten
- Gutshaus Zierstorf mit Ausstellungen des Heimatvereins zu Carl und Johann Pogge sowie dem Afrikaforscher Paul Pogge, der in Zierstorf geboren wurde.
- Gutshaus Klein Roge: Klassizistischer, zweigeschossiger, zehnachsiger Putzbau aus der Mitte des 19. Jahrhunderts mit einem Mittelrisalit; Gut der Familien Held (1836–1925) und Domansky (bis 1945).
- Erdholländer im Ortsteil Neu Rachow
- Wunderbuche auf dem Lehrpfad Roger Os

→ Siehe auch Liste der Baudenkmale in Groß Roge

## Verkehrsanbindung
Die Gemeinde liegt an der Bundesstraße 104 von Güstrow nach Teterow, in Groß Roge zweigt eine Verbindungsstraße nach Krakow am See ab. In 12 km Entfernung liegt die Anschlussstelle Güstrow an der A 19 (Rostock – Berlin). Der nächste Bahnhof befindet sich in der Nachbargemeinde Groß Wokern.

## Persönlichkeiten
- August Seemann (1872–1916), niederdeutscher Schriftsteller

## Belege
1. ↑  Statistisches Amt M-V – Bevölkerungsstand der Kreise, Ämter und Gemeinden 2023 (XLS-Datei) (Amtliche Einwohnerzahlen in Fortschreibung des Zensus 2011) (Hilfe dazu).